# Домінік Торетто
Домінік Торетто, псевдонім Дом, Доммі (народився 29 серпня 1976 року у Лос-Анджелесі)  — вигаданий персонаж і герой франшизи «Форсаж», якого зіграв Він Дизель. Домінік був створений сценаристом Ґарі Скоттом Томпсоном, який був натхненний статтею про вуличні перегони, тоді як Дизель дуже хотів зіграти цього персонажа.  Персонаж також з’являється в анімаційному телесеріалі «Шпигунські гонки» (2019–2021), озвучений Дизелем.
Ця роль зробила Він Дизеля голлівудською зіркою, з якою він найбільше асоціюється. У 2002 і 2014 роках він отримав премію MTV Movie Awards за найкращу екранну команду з Полом Уокером. Дизель виступив продюсером наступних частин франшизи. 

## Біографія
Домінік Торетто на прізвисько «Дом» з дитинства був великим шанувальником автомобілів і двигунів. Щоб прогодувати себе, він працював помічником механіка в майстерні свого батька Джека і час від часу брав участь у деяких ліцензованих автоперегонах. Згодом він просунувся до організації викрадень автомобілів, багатомільйонних крадіжок і незаконних робіт для державних установ.
Домінік харизматичний і тримає інших на відстані. Для нього сім'я стоїть на першому місці, тому він надзвичайно захищає Мію. Він проповідує мораль і лояльність та в багатьох випадках також вважається ніжним і релігійним. Він одружений на Летті Ортіс, з якою виховує сина. 

## Розробка
Серія фільмів «Форсаж» була натхненна статтею про вуличні перегони «Racer X», яка з’явилася в травневому номері журналу Vibe за 1998 рік.  Будучи свідком смерті свого батька під час автомобільних перегонів, Дом зобов’язаний піклуватися про свою молодшу сестру Мію Торетто та керувати залежними від нього гонщиками.  Повідомляється, що Він Дізель отримав 2,5 мільйона доларів за роль у «Форсажі» та 15 мільйонів доларів за зйомку та продюсування «Швидкої п’ятірки».  

### Список автомобілів
| Фільм                              | Автомобіль                                          |
| ---------------------------------- | --------------------------------------------------- |
| Форсаж                             | Honda Civic 1995 року                               |
| Форсаж                             | Mazda RX-7 1993 року                                |
| Форсаж                             | 1970 Dodge Charger R/T                              |
| Форсаж                             | Toyota Supra 1994 року                              |
| Форсаж                             | 1970 Chevrolet Chevelle SS                          |
| Потрійний форсаж: Токійський дрифт | 1970 Plymouth Road Runner                           |
| Форсаж 4                           | 1987 Buick GNX                                      |
| Форсаж 4                           | 1970 Chevrolet Chevelle SS                          |
| Форсаж 4                           | 2009 Subaru Impreza WRX STI                         |
| Форсаж 4                           | 1970 Dodge Charger R/T                              |
| Форсаж 4                           | Chevrolet Camaro F-Bomb 1973 року                   |
| Los Bandoleros                     | Pontiac Bonneville 1966 року                        |
| Форсаж 5: Пограбування в Ріо       | 1970 Dodge Charger R/T                              |
| Форсаж 5: Пограбування в Ріо       | 1963 Chevrolet Corvette Stingray Grand Sport        |
| Форсаж 5: Пограбування в Ріо       | Поліцейський автомобіль Dodge Charger R/T 2011 року |
| Форсаж 5: Пограбування в Ріо       | 2010 Dodge Charger SRT8                             |
| Форсаж 5: Пограбування в Ріо       | 2009 Dodge Challenger SRT8                          |
| Форсаж 6                           | 2009 Dodge Challenger SRT8                          |
| Форсаж 6                           | 2010 BMW E60 M5                                     |
| Форсаж 6                           | 1969 Dodge Charger Daytona                          |
| Форсаж 6                           | 2013 Dodge Charger SRT8                             |
| Форсаж 7                           | 1974 Plymouth Barracuda                             |
| Форсаж 7                           | 1970 Plymouth Road Runner                           |
| Форсаж 7                           | Dodge Charger 1970 року                             |
| Форсаж 7                           | Dodge Charger 2015 року                             |
| Форсаж 7                           | 2014 Lykan HyperSport                               |
| Форсаж 7                           | 1970 Dodge Charger R/T                              |
| Форсаж 7                           | 1968 Maximus Charger                                |
| Форсаж 8                           | Chevrolet Impala Sport Coupe 1961 року              |
| Форсаж 8                           | 1950 Chevrolet Fleetline                            |
| Форсаж 8                           | 2018 Dodge Challenger SRT Demon                     |
| Форсаж 8                           | 1971 Plymouth Road Runner GTX                       |
| Форсаж 8                           | 1968 Dodge Ice Charger                              |
| Форсаж 9                           | Dodge Charger Tantrum 1970 року                     |
| Форсаж 9                           | 1970 Dodge Charger R/T                              |
| Форсаж 9                           | 2020 Dodge Charger Hellcat Redeye                   |
| Форсаж 9                           | Dodge Charger 1965 року                             |
| Форсаж 9                           | 1968 Dodge Charger 500                              |
| Форсаж 10                          | 1970 Dodge Charger R/T                              |
| Форсаж 10                          | 2020 Dodge Charger Hellcat Redeye                   |
| Форсаж 10                          | 2010 Dodge Charger SRT8 (архівне відео)             |